# 14741 Teamequinox
14741 Teamequinox è un asteroide della fascia principale. Scoperto nel 2000, presenta un'orbita caratterizzata da un semiasse maggiore pari a 2,2754303 UA e da un'eccentricità di 0,1977424, inclinata di 7,22065° rispetto all'eclittica.